# Lucho de la Cuba
Luis de la Cuba Barrón (Arequipa, 25 de agosto de 1902-Lima, noviembre de 1967) fue un destacado músico y compositor peruano.

## Biografía
Fue hijo de Maximiliano de la Cuba Muñoz y María Luisa Barrón Tapia (casados el 3 de febrero de 1890).Nacido en la ciudad de Arequipa el 25 de agosto de 1902 y falleció el 28 de noviembre de 1967 a la edad de 65 años, fue el 4.º de 11 hermanos, sus primeros estudios los hace en su ciudad natal y luego que su familia se traslada a Lima termina sus estudios en el Colegio San Agustín. En 1914 conoce en el teatro Victoria, cuyo dueño era su padre, a Filomeno Ormeño quien trabajaba tocando el piano como fondo de las películas mudas que allí se proyectaban. Sería este pianista maestro y guía de Luis de la Cuba; con el correr de los años y de la práctica, llega a formar su propio grupo, el Trío Los Criollos, junto con Ernesto Echecopar y Luis Aramburú Raygada, quienes en 1930 ganaron el concurso de música criolla, haciendo entrega del máximo premio de manos del presidente Augusto B. Leguía.En esa época la música criolla no era muy bien recibida en los salones de la sociedad Peruana, y ellos fueron los pioneros en introducir nuestra música a todo nivel social.
Tuvo 3 hijos: Juan Luis, Luis Eduardo y Alfonso De La Cuba.

## Forjador del criollismo
Paralelamente a su trabajo como empleado público, entró a Radio Nacional en 1938, donde primero tocó con su grupo, luego en solitario acompañando con su piano a los mejores exponentes criollos de la época; posteriormente toca en la misma radio con Filomeno Ormeño, en el programa Fin de Semana en el Perú, conformando un dúo de primera. Innovó la música peruana introduciendo el piano a los ritmos criollos como la marinera, vals, polka, resbalosa, tondero y triste con fuga de tondero. Ha dejado como legado largas producciones para el sello Virrey: "50 Años de Música Criolla 1914-1964" en colaboración con Filomeno Ormeño. Fue homenajeado en 1961 en el Festival Cristal de la Canción Criolla.

## Composiciones renombradas
Asimismo ha compuesto diversas piezas musicales:
- Humo Vano
- Estás Indiferente
- Jarana
- El Agresivo
- Isabel
- Los Ruiseñores
- Las Golondrinas
- Palomo Enamorado
- Salaverrino soy Yo